# Магеннис, Джош
Джо́шуа Бре́ндан Дэ́вид (Джош) Маге́ннис (англ. Joshua Brendan David "Josh" Magennis; 15 августа 1990, Бангор, Северная Ирландия) — североирландский футболист, нападающий клуба «Уиган Атлетик» и сборной Северной Ирландии. Участник чемпионата Европы 2016 года. До 2009 года выступал на позиции вратаря.

## Клубная карьера
Магеннис начал карьеру, выступая на родине за молодёжные команды клубов «Брайансбур Рейнджерс», «Лисберн Дистиллери» и «Гленторан». В 2007 году он попал в футбольную академию уэльского клуба «Кардифф Сити». 8 августа 2009 года в матче против «Сканторп Юнайтед» Джош дебютировал в Чемпионшипе. 26 августа в поединке Кубка лиги против «Бристоль Роверс» он забил свой первый гол за «Кардифф». В том же году на правах аренды Магеннис перешёл в английский «Гримсби Таун». 17 октября в матче против «Рочдейла» он дебютировал в Второй английской лиге.
Летом 2010 года Джош перешёл в шотландский «Абердин». 14 августа в матче против «Гамильтон Академикал» он дебютировал в шотландской Премьер лиге. 19 февраля 2011 года в поединке против «Килмарнока» Магеннис забил свой первый гол за «Абердин». В 2014 году Джош на правах аренды перешёл в «Сент-Миррен». 1 января 2014 года в матче против «Данди Юнайтед» он дебютировал за новый клуб.
Летом того же года Магеннис присоединился к «Килмарноку». 9 августа в матче против «Данди» он дебютировал за новый клуб. 16 августа в поединке против «Росс Каунти» Джош забил свой первый гол за «Килмарнок».
Летом 2016 года Магеннис перешёл в «Чарльтон Атлетик», подписав двухлетний контракт с клубом. 13 августа в матче против «Нортгемптон Таун» он дебютировал за новую команду. 10 сентября в поединке против «Флитвуд Таун» Джош забил свой первый гол за «Чарльтон Атлетик». 2 января 2017 года в матче против «Бристоль Роверс» он сделал хет-трик.
30 июля 2018 года Магеннис перешёл в «Болтон Уондерерс». 4 августа 2018 года нападающий забил свой первый гол за «Болтон» в матче против «Вест Бромвича».

## Карьера в сборной
26 мая 2010 года в товарищеском матче против сборной Турции Магеннис дебютировал за сборную Северной Ирландии. 8 октября 2015 года в отборочном матче чемпионата Европы против сборной Греции Джош забил свой первый гол за национальную команду.
Летом 2016 года Магеннис принял участие в чемпионате Европы во Франции. На турнире он сыграл в матчах против Украины, Германии и Уэльса.
1 сентября 2017 года в отборочном матче чемпионата мира 2018 против сборной Сан-Марино Магеннис сделал «дубль».

### Голы за сборную Северной Ирландии
| #  | Дата             | Место                                       | Противник  | Результат | Счёт | Соревнование                       |
| -- | ---------------- | ------------------------------------------- | ---------- | --------- | ---- | ---------------------------------- |
| 1  | 8 октября 2015   | Уиндзор Парк, Белфаст, Северная Ирландия    | Греция     | 2:0       | 3:1  | Чемпионат Европы 2016 квалификация |
| 2  | 1 сентября 2017  | Олимпийский стадион, Серравалле, Сан-Марино | Сан-Марино | 0:1       | 0:3  | Чемпионат Европы 2016 квалификация |
| 3  | 1 сентября 2017  | Олимпийский стадион, Серравалле, Сан-Марино | Сан-Марино | 0:2       | 0:3  | Чемпионат мира 2018 квалификация   |
| 4  | 5 октября 2017   | Уиндзор Парк, Белфаст, Северная Ирландия    | Германия   | 1:3       | 1:3  | Чемпионат мира 2018 квалификация   |
| 5  | 24 марта 2019    | Уиндзор Парк, Белфаст, Северная Ирландия    | Беларусь   | 2:1       | 2:1  | Чемпионат Европы 2020 квалификация |
| 6  | 8 июня 2019      | А. Ле Кок Арена, Таллин, Эстония            | Эстония    | 2:1       | 2:1  | Чемпионат Европы 2020 квалификация |
| 7  | 10 октября 2019  | Фейеноорд, Роттердам, Нидерланды            | Нидерланды | 0:1       | 3:1  | Чемпионат Европы 2020 квалификация |
| 8  | 15 ноября 2020   | Эрнст Хаппель, Вена, Австрия                | Австрия    | 0:1       | 1:2  | Лига наций УЕФА 2020/2021          |
| 9  | 25 марта 2022    | Люксембург, Люксембург, Люксембург          | Люксембург | 0:1       | 0:3  | Товарищеский матч                  |
| 10 | 24 сентября 2022 | Уиндзор Парк, Белфаст, Северная Ирландия    | Косово     | 2:1       | 2:1  | Лига наций УЕФА 2022/2023          |